# Förtrupp
Förtrupp, eller avantgarde (franska för förtrupp), är en militär term för förflyttning av trupper som går först och som har till uppgift att skydda huvudstyrkan. Dessa förväntas ej undvika strid till skillnad från vad som kallas spaningsstyrka. 
Förtruppen kan ha till uppgift att säkra en plats i terrängen för att underlätta för de enheter som kommer efteråt. Förtruppen kan även fungera som ett underrättelseorgan för förbandschefen. Denne får då information från förtruppen om vad som finns, hur terrängen ser ut och så vidare, vilket ger ett bättre beslutsunderlag.
Förtruppen som främst bestod av infanteri och ingenjörstrupper avdelades före 1940-talet av en större förtrupp kallad avantgarde, bestående av kavalleri, infanteri, ingenjörstrupper och i större avantgarde även fältartilleri och som indelades i: huvudstyrka, förtrupp, spets och förtrav. Förtraven utgjordes av spaningsenheter av kavalleri. En mindre självständig strategisk styrka som opererade framför arméns front kallades strategiskt avantgarde.
Inom sjökrigsvetenskapen har avantgarde syftat på taktiska förband inom en örlogsflotta som i en rättvänd stridslinje hade sin plats framför centern ("corps de batallie"). Befälet fördes vanligen av den näst äldste amiralen.